# Marija Pietrowa
Marija Igoriewna Pietrowa, ros. Мария Игоревна Петрова (ur. 29 listopada 1977 w Leningradzie) – rosyjska łyżwiarka figurowa, startująca w parach sportowych z Aleksiejem Tichonowem. Uczestniczka igrzysk olimpijskich w Salt Lake City (2002) i Turynie (2006) mistrzyni świata (2000), dwukrotna mistrzyni Europy (1999, 2000), medalistka finału Grand Prix, dwukrotna mistrzyni świata juniorów (1994, 1995) oraz mistrzyni Rosji (2006). Zakończyła karierę amatorską w 2007 roku.
Po igrzyskach w 2002 roku Pietrowa i Tichonow zostali parą w życiu prywatnym. 1 lutego 2010 na świat przyszła ich córka Polina.

## Osiągnięcia

### Z Aleksiejem Tichonowem
| Zawody                        | 98–99          | 99–00          | 00–01          | 01–02          | 02–03          | 03–04          | 04–05          | 05–06          | 06–07          |                |                |                |                |                |                |                |                |
| Międzynarodowe                | Międzynarodowe | Międzynarodowe | Międzynarodowe | Międzynarodowe | Międzynarodowe | Międzynarodowe | Międzynarodowe | Międzynarodowe | Międzynarodowe | Międzynarodowe | Międzynarodowe | Międzynarodowe | Międzynarodowe | Międzynarodowe | Międzynarodowe | Międzynarodowe | Międzynarodowe |
| ----------------------------- | -------------- | -------------- | -------------- | -------------- | -------------- | -------------- | -------------- | -------------- | -------------- | -------------- | -------------- | -------------- | -------------- | -------------- | -------------- | -------------- | -------------- |
| Igrzyska olimpijskie          |                |                |                | 6              |                |                |                | 5              |                |                |                |                |                |                |                |                |                |
| Mistrzostwa świata            | 4              | 1              | 4              | 4              | 3              | 4              | 2              | 3              | WD             |                |                |                |                |                |                |                |                |
| Mistrzostwa Europy            | 1              | 1 DSQ          | 4              | 3              | 3              | 2              | 3              | 3              | 2              |                |                |                |                |                |                |                |                |
| GP Finał Grand Prix           | 3              | 4              | 5              | 5              | 3              | 3              | 2              | 4              | 6              |                |                |                |                |                |                |                |                |
| GP Bofrost Cup on Ice         | 1              | 1              | 2              | 3              | 4              |                |                |                |                |                |                |                |                |                |                |                |                |
| GP Cup of China               |                |                |                |                |                | 3              |                | 1              |                |                |                |                |                |                |                |                |                |
| GP NHK Trophy                 | 5              | 1              | 3              |                | 4              | 1              | 1              |                |                |                |                |                |                |                |                |                |                |
| GP Cup of Russia              |                | 1              |                | 2              | 2              |                |                |                | 2              |                |                |                |                |                |                |                |                |
| GP Skate America              |                |                |                |                |                | 2              |                |                |                |                |                |                |                |                |                |                |                |
| GP Skate Canada International | 2              |                | 3              |                |                |                |                | 2              |                |                |                |                |                |                |                |                |                |
| GP Trophée Éric Bompard       |                |                |                |                |                |                | 2              |                | 1              |                |                |                |                |                |                |                |                |
| Igrzyska dobrej woli          |                |                |                | 3              |                |                |                |                |                |                |                |                |                |                |                |                |                |
| Krajowe                       |                |                |                |                |                |                |                |                |                |                |                |                |                |                |                |                |                |
| Mistrzostwa Rosji             | 2              | 2              | 2              | 3              | 2              | 2              | 2              | 1              |                |                |                |                |                |                |                |                |                |

### Z Teimurazem Pulinem
| Zawody                                | 96–97          | 97–98          |                |                |                |                |                |                |                |                |                |                |                |                |                |                |                |
| Międzynarodowe                        | Międzynarodowe | Międzynarodowe | Międzynarodowe | Międzynarodowe | Międzynarodowe | Międzynarodowe | Międzynarodowe | Międzynarodowe | Międzynarodowe | Międzynarodowe | Międzynarodowe | Międzynarodowe | Międzynarodowe | Międzynarodowe | Międzynarodowe | Międzynarodowe | Międzynarodowe |
| ------------------------------------- | -------------- | -------------- | -------------- | -------------- | -------------- | -------------- | -------------- | -------------- | -------------- | -------------- | -------------- | -------------- | -------------- | -------------- | -------------- | -------------- | -------------- |
| Nations Cup                           |                | 6              |                |                |                |                |                |                |                |                |                |                |                |                |                |                |                |
| NHK Trophy                            |                | 5              |                |                |                |                |                |                |                |                |                |                |                |                |                |                |                |
| Blue Swords                           | 1              |                |                |                |                |                |                |                |                |                |                |                |                |                |                |                |                |
| Zimowa Uniwersjada                    | 2              |                |                |                |                |                |                |                |                |                |                |                |                |                |                |                |                |
| Międzynarodowe: Kategorie młodzieżowe |                |                |                |                |                |                |                |                |                |                |                |                |                |                |                |                |                |
| Mistrzostwa świata juniorów           | 2              |                |                |                |                |                |                |                |                |                |                |                |                |                |                |                |                |
| Krajowe                               |                |                |                |                |                |                |                |                |                |                |                |                |                |                |                |                |                |
| Mistrzostwa Rosji                     | 5              | 6              |                |                |                |                |                |                |                |                |                |                |                |                |                |                |                |

### Z Antonem Sicharulidze
| Zawody                                | 92–93          | 93–94          | 94–95          | 95–96          |                |                |                |                |                |                |                |                |                |                |                |                |                |
| Międzynarodowe                        | Międzynarodowe | Międzynarodowe | Międzynarodowe | Międzynarodowe | Międzynarodowe | Międzynarodowe | Międzynarodowe | Międzynarodowe | Międzynarodowe | Międzynarodowe | Międzynarodowe | Międzynarodowe | Międzynarodowe | Międzynarodowe | Międzynarodowe | Międzynarodowe | Międzynarodowe |
| ------------------------------------- | -------------- | -------------- | -------------- | -------------- | -------------- | -------------- | -------------- | -------------- | -------------- | -------------- | -------------- | -------------- | -------------- | -------------- | -------------- | -------------- | -------------- |
| Mistrzostwa świata                    |                | 8              | 6              |                |                |                |                |                |                |                |                |                |                |                |                |                |                |
| Mistrzostwa Europy                    |                |                | 6              | 5              |                |                |                |                |                |                |                |                |                |                |                |                |                |
| NHK Trophy                            |                |                | 7              |                |                |                |                |                |                |                |                |                |                |                |                |                |                |
| Skate Canada International            |                |                |                | 2              |                |                |                |                |                |                |                |                |                |                |                |                |                |
| Trophée de France                     |                |                |                | 5              |                |                |                |                |                |                |                |                |                |                |                |                |                |
| Igrzyska dobrej woli                  |                |                | 7              |                |                |                |                |                |                |                |                |                |                |                |                |                |                |
| Międzynarodowe: Kategorie młodzieżowe |                |                |                |                |                |                |                |                |                |                |                |                |                |                |                |                |                |
| Mistrzostwa świata juniorów           | 2              | 1              | 1              |                |                |                |                |                |                |                |                |                |                |                |                |                |                |
| Krajowe                               |                |                |                |                |                |                |                |                |                |                |                |                |                |                |                |                |                |
| Mistrzostwa Rosji                     |                | 6              | 2              | 4              |                |                |                |                |                |                |                |                |                |                |                |                |                |